# Farkas Laura
Farkas Laura színésznő, műsorvezető, modell, szépségkirálynő. Ikonikus magyar márkák arca, és a legnagyobb magyar tervezők - többek között Király Tamás, Kiss Sarolta, Náray Tamás, Zoób Kati - manökenje, a TV2 arca, szerepel videóklippekben. Több hazai és nemzetközi szépség- és modellverseny részvevője. A Bánfalvy Színitanodában végzett 2021-ben.

## Szépség- és modellversenyek
- 2001-ben Miss Beauty Baja 2. udvarhölgy
- 2001-ben Bonton Magazin Bonton Év Arca Modellverseny 4. helyezettje (1. helyezett: Dukai Regina)
- 2002-ben Miss Hungary Tini legjobb 12 döntőse közé jutott (1. helyezett: Zimány Linda)
- 2003-ban Miss Hungary 2. udvarhölgy (1. helyezett: Balog Edina)
- 2004-ben 16. Miss Model of the World 10. helyezés (1. helyezett: Aqiyla Gomez)
- 2007-ben Velencei tó Szépe 1. helyezettje[4][5]